# ارونو (مین)
ارونو(به انگلیسی: Orono) شهری در ایالت مین کشور ایالات متحده آمریکا است که جمعیت آن در سرشماری سال ۲۰۱۰ میلادی، ۹٬۴۷۴ نفر بوده‌است.